# Migrazione cubana a Miami

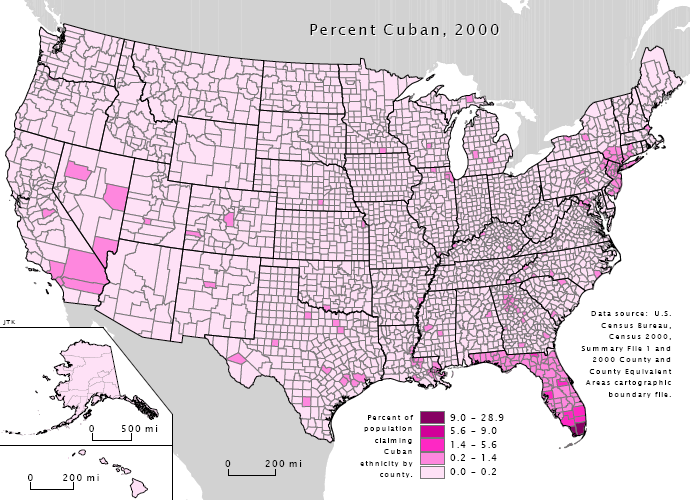
I dati del censimento statunitense del 2000 sulla popolazione cubana negli Stati Uniti.

La migrazione cubana ha profondamente influenzato la moderna città di Miami, creando la cosiddetta "Cuban Miami" (in italiano "Miami cubana"). Tuttavia, Miami rispecchia anche le tendenze mondiali, come il crescente multiculturalismo e la multirazzialità; ciò riflette il mondo in cui le politiche internazionali hanno modellato le comunità locali.
Circa 50 mila cubani, in maggioranza uomini d'affari e professionisti, arrivarono a Miami nei 15 anni successivi alla Rivoluzione cubana. Tra coloro che arrivarono, ci furono anche figure dell'amministrazione di Fulgencio Batista. I cubani ricevettero aiuti di assimilazione dal governo federale e stabilirono affari nella città per ragioni economiche.
Essenzialmente, la coesistenza della crescita e internazionalizzazione nella città ha perpetuato una polarizzazione sociale motivata etnicamente. La crescente presenza di cubani a Miami è rimasta fedele alle loro regole culturali, costumi, lingua e affiliazioni religiose. Il flusso di immigrazione transnazionale definisce Miami come una metropoli in crescita e l'influsso cubano del XX secolo l'ha profondamente influenzata.
Dal 2012, nell'area metropolitana di Miami sono presenti 1,2 milioni di persone con radici cubane. Sempre in riferimento a quell'anno, circa 400.000 cubani sono arrivati a Miami dal 1980.

## Storia

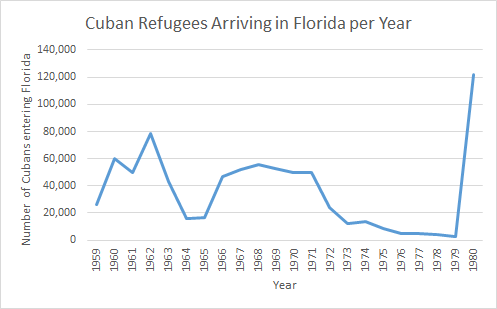
Grafico raffigurante il flusso di rifugiati cubani in Florida.

### Prima migrazione (1800 circa - 1958)
Grazie alla sua vicinanza geografica a Cuba, Miami era un luogo facile da raggiungere per i migranti cubani, i quali erano insoddisfatti per la povertà e le diverse dittature militari. Molte famiglie benestanti cubane mandavano anche i loro figli nelle scuole statunitensi, specialmente a Miami. Diversi leader politici cubani usarono Miami come base per organizzare delle operazioni contro il regime di Fulgencio Batista.
Nel 1958 solamente circa 10.000 cubani vivevano a Miami, mentre varie famiglie benestanti visitavano spesso la metropoli, anche solamente per un solo giorno. L'industria del turismo di Miami si rivolgeva molto ai visitatori cubani e cercava di offrire più servizi possibili in spagnolo.

### Primi esuli cubani (1959 - 1973)
Dopo la Rivoluzione cubana del 1959, molti cubani iniziarono ad abbandonare il Paese. Si insediarono in diversi luoghi negli Stati Uniti, ma soprattutto a Miami per la sua vicinanza a Cuba e per la cultura cubana già presente nella città. Molti si sarebbero sistemati nel quartiere di Little Havana a Miami o nella città di Hialeah grazie ad alloggi convenienti, nuovi lavori e talvolta l'accesso a imprese di lingua spagnola.
Siccome i cubani divennero più stabili a Miami, più imprese e mezzi di comunicazione iniziarono a rivolgersi a un pubblico ispanofono. Molti nativi non ispanici bianchi iniziarono a trasferirsi fuori dalla città.
L'immigrazione cubana ha evidentemente influenzato le demografie future di Miami. Per esempio, l'immigrazione di afroamericani a Miami fu ridotta durante gli anni '60 rispetto agli anni precedenti. Questo è la conseguenza dei migranti cubani che concorrevano per lavoro che spesso si potevano permettere gli afroamericani di Miami. La riduzione di immigranti non ispanici dimostrava la crescente presenza di cubani a Miami. Miami "registra un basso tasso di emigrazione - 43,6 su 1.000. Questo, ovviamente, proviene dalla grande presenza cubana nella Contea di Dade ed è testimone del potere dell'enclave cubana a Miami".

### Successivi esuli e migranti (1974 - oggi)
Fino al 1980 molti cubani arrivarono negli Stati Uniti a causa dell'esodo di Mariel. Ma altri, che già vivevano negli Stati Uniti, iniziarono a spostarsi verso il sud della Florida. Miami ha registrato 35.776 cubani migranti da altre zone degli Stati Uniti tra il 1985 e il 1990 e un'emigrazione di 21.231, principalmente verso altre regioni della Florida. I flussi verso e da Miami rappresentano il 52% della migrazione interregionale nel sistema di insediamento cubano.
Molti cubani continuarono ad arrivare negli Stati Uniti, nello specifico a Miami, specialmente durante la crisi del 1994 e negli anni successivi. Man mano che i cubani immigravano e diventavano più stabili nella società americana, molte industrie cubane iniziarono a prosperare nell'area di Miami.

## Cultura

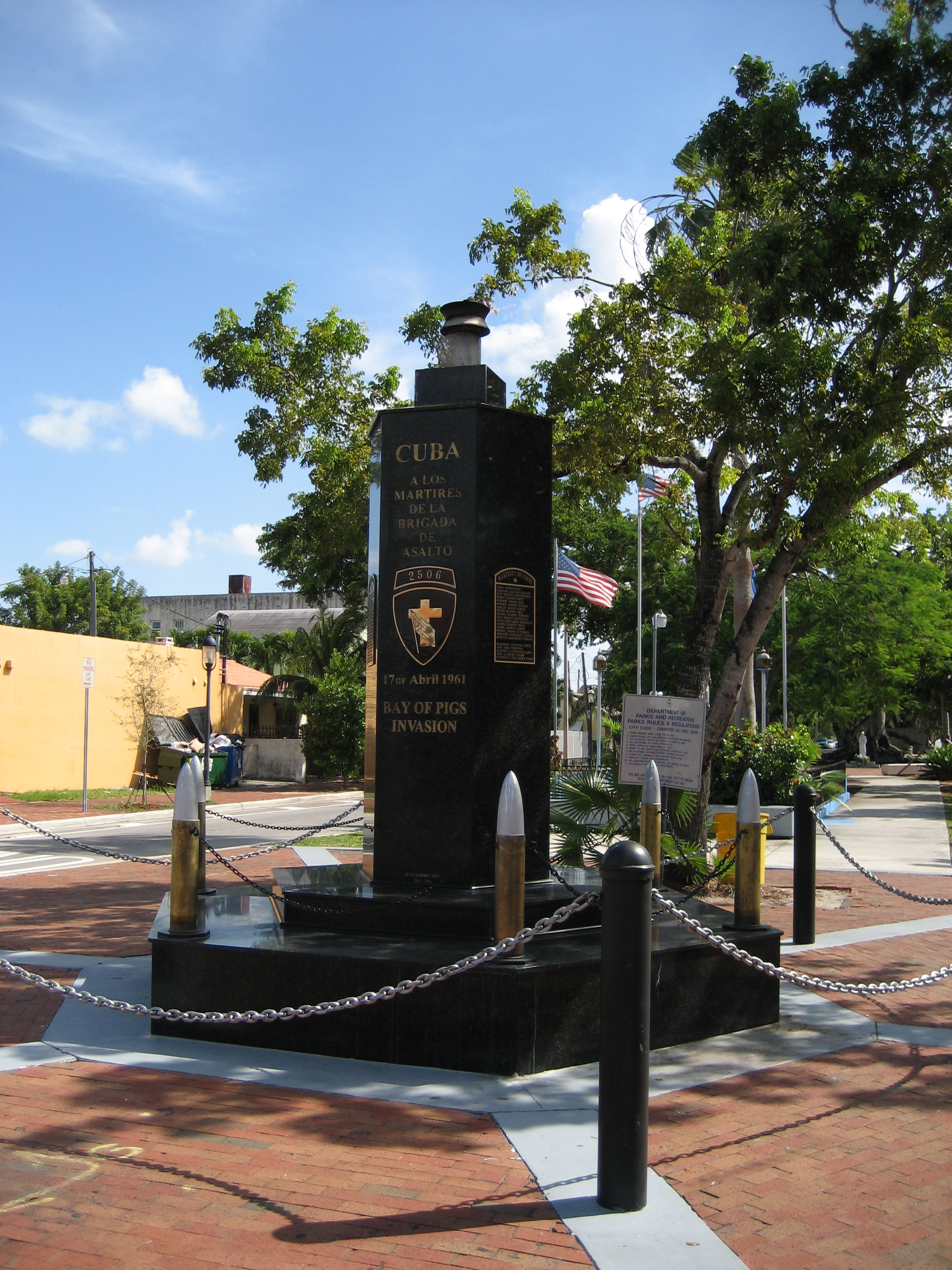
Il monumento commemorativo dello sbarco della baia dei Porci a Little Havana, Miami.

### Lingua
Con l'emergente importanza dell'etnicità e i più frequenti effetti della segregazione, i cubani a Miami hanno provato a riaffermare la lingua spagnola. A Miami, era parlata la lingua spagnola in larga misura rispetto ad altre città con un'importante comunità ispanica; inoltre era parlata in contesti più diverse rispetto a qualsiasi altra città. Il censimento del 1970 rivelò che il 24% della popolazione di Miami era ispanofona. La lingua spagnola stava diventando consueta nella città dato che era parlata più ampiamente dall'élite cubana di Miami. La lingua divenne notevolmente importante nel XX secolo come risultato di un influsso cubano e questo ebbe impatti sulle altre comunità non latine.
Le comunità non ispaniche iniziarono a opporsi all'aumento della lingua spagnola a Miami. Questo può essere visto nel movimento anti-bilinguista English Only, il quale si verificò nel 1980 dopo un lungo periodo di notevole immigrazione cubana e riforma sociale. La lingua stava diventando una pressante questione mentre "Miami ebbe il primo programma bilingue per le scuole pubbliche nel periodo moderno (1963) e il primo referendum di English Only (1980)". Infatti, i dibattiti sul rendere l'inglese la lingua ufficiale della contea di Dade portarono a violente e pericolose sommosse negli anni '80. I cubani sostenevano che, preservando la loro lingua, stavano preservando una componente fondamentale della loro cultura. Nel censimento del 2000, il 59,2% della popolazione della contea di Miami-Dade affermò di parlare spagnolo in casa.

### Media
Nonostante i Media a Miami permettano all'etichettatura culturale di fiorire nella comunità, inoltre dipinge la crescente importanza e dominazione dei migranti cubani. Per esempio, il titolo dell'edizione del 14 giugno 1996 del Miami Herald recitava "Vanishing Spanish". Il titolo si riferisce a, e deplora il fatto che, solo una piccola percentuale di recenti laureati erano fluenti nello spagnolo; mentre la maggioranza dei migranti cubani di seconda generazione parlavano uno spagnolo non perfetto e solo in casa. Questo fu descritto come "una tendenza allarmante dato che erode il vantaggio di Miami della sua comunità bilingue e riduce la sua competitività economica". Durante il XX secolo, molti giornali di lingua spagnola furono fondati a Miami. "Il Miami Herald creò nel 1976 un inserto in lingua spagnola, el Nuevo Herald". Quest'aggiunta fu supportata largamente e "al 1981 la tiratura raggiunse le 83.000 copie nei giorni feriali e 94.000 nelle edizioni del sabato e della domenica. el Nuevo Herald è ora pubblicato come un giornale indipendente e segnala la tiratura di circa 100.000 copie nei giorni feriali. Siccome la popolazione ispanica è cresciuta e ha raggiunto un considerevole successo economico, si è anche spostata oltre i confini della città di Miami: giornali in lingua spagnola vengono ora pubblicati nelle vicine Hialeah e Fort Lauderdale. Questa espansione può anche essere vista in tutto il territorio dello Stato: a Tampa, Orlando e Immokalee ci sono giornali in lingua spagnola. Essenzialmente, attraverso il finanziamento e la crescita di giornali ispanici, i migranti cubani stabilirono dei media latino-americani.

### Politica
I cubani che arrivarono dopo il 1980 hanno dei legami più stretti con quelli a Cuba. Solitamente prendono dei voli charter da Miami a Cuba e viceversa.
Nel 2016, Hillary Clinton ebbe un esito migliore rispetto a Obama in diversi quartieri densamente abitati da cubano-americani.
Nella contea di Miami-Dade, durante le elezioni del 2020, i cubano-americani tesero a votare per Donald Trump. I residenti di origini cubane spesso hanno avuto un antagonismo contro i movimenti di sinistra a causa delle associazioni con Fidel Castro. Trump cercò di attirare questi elettori implementando una politica anti-Cuba. Il corteggiamento dei cubani di Miami, inclusi coloro che sono arrivati recentemente negli Stati Uniti e i giovani, aiutò Trump a guadagnare i voti elettorali della Florida. La contea di Miami-Dade complessivamente appoggia il Partito Democratico, ma la performance di Trump erose tra i cubani questa tendenza.

### Parchi
Essendo luoghi di ritrovo comune, molti parchi nell'area metropolitana di Miami riflettono l'influenza della migrazione cubana sulla comunità e accennano alla cultura cubana.
A partire dai primi anni '70, il leader della comunità e urbanista Jesus Permuy tentò per primo di designare un parco per la comunità cubana esiliata. Il parco proposto, talvolta controverso, era noto semplicemente come "Latin Park" (in italiano "Parco Latino") per la maggior parte dei suoi 10 anni di esistenza, e affrontò qualche rifiuto dai residenti non cubani. Nonostante ciò, il parco fu approvato all'unanimità dalla Commissione della Città di Miami e aprì finalmente nel 1980 con il nome di José Martí Park in onore all'icona cubana di José Martí.
Un altro parco degno di nota intitolato a una figura cubana popolare è Máximo Gómez Park, in onore a Máximo Gómez. In aggiunta, altri parchi presentano monumenti e punti di riferimento in onore a figure cubane, come la scultura "MINOSO" nell'Optimist Park di Miami Lakes, scolpita dall'artista cubano Rafael Consuegra ed eretta in onore al giocatore di baseball cubano Minnie Minoso.